# Aegidius Sadeler
Aegidius Sadeler II (także Egidius lub Gilles) (ur. ok. 1570 w Antwerpii − zm. 1629 w Pradze) – malarz i nadworny rytownik cesarza Rudolfa II Habsburga, autor m.in. panoramy Pragi.
Pochodził z rodziny o tradycjach artystycznych, jego ojciec Aegidius I oraz wujowie Rafael i Jan również trudnili się grawerstwem oraz handlem rycinami. Profesję przejęli także jego synowie Marco i Tobias. Urodził się w Antwerpii, w dzieciństwie mieszkał w Kolonii (ok. 1579) i Monachium  (ok. 1588), następnie studiował w Antwerpii i pracował w Rzymie (1593). Wrócił do Monachium w 1594 i pracował razem z wujami Janem i Rafaelem. Razem z nimi odbył podróż do Werony i prawdopodobnie Wenecji (1595–97). Następnie po pobycie w Neapolu przeprowadził się do Pragi w 1597, gdzie spędził resztę swojego życia pracując głównie na dworze Rudolfa II. Przez pewien czas mieszkał u malarza Bartholomeusa Sprangera, tworząc ryciny na podstawie jego dzieł.
Sprzedawał ryciny na straganie w Sali władysławowskiej w Zamku na Hradczanach, uwiecznionym na jego rycinie z 1607 roku. Jego ryciny na podstawie prac Sprangera, Savery’ego i innych praskich artystów odegrały ważną rolę w rozpowszechnianiu praskiego manieryzmu w całej Europie, a zwłaszcza w Niemczech i Niderlandach. Tworzył także dzieła malarskie, ale nie zachował się żaden jego obraz o pewnej atrybucji.
Jego wczesne prace to głównie ryciny o tematyce religijnej na podstawie dzieł malarzy z północnych krajów, często zebrane w serie. We Włoszech zainteresował się malarzami takimi jak Paul Bril i Denis Calvaert, a także włoskimi mistrzami starszymi o kilka pokoleń (Tycjan, Rafael, Parmigianino) i współczesnymi mu (Tintoretto, Barocci). W Pradze tworzył ryciny na podstawie dzieł manierystów z dworu Rudolfa II i rysunków Dürera z cesarskiej kolekcji, ale wykonał także wiele portretów notabli. Współpracował z Jacobusem Typotiusem przy opracowaniu zbioru emblematów Symbola Divina et Humana, który zawiera ponad 900 rycin jego autorstwa.